# Heinrich Rohrer
Heinrich Rohrer (ur. 6 czerwca 1933 w miejscowości Buchs, zm. 16 maja 2013 w Wollerau) – szwajcarski fizyk, noblista.
Podczas swojej pracy w laboratoriach IBM w Zurychu razem z Gerdem Binnigiem skonstruował mikroskop tunelowy skaningowy, za co w roku 1986 obaj otrzymali Nagrodę Nobla z fizyki.